# Gorges de Gondo
Pour les articles homonymes, voir Gondo (homonymie).
Les gorges de Gondo sont des gorges situées entre les localités de Gabi (Simplon) et de Gondo (Zwischbergen), dans lesquelles coule la Doveria, dans le canton du Valais, en Suisse.

## Géographie

### Situation
Les gorges, longues de 5 100 mètres, se situent dans l'Est du canton du Valais.

### Géologie
Les gorges sont principalement constituées de calcaire, de marne et de dépôts morainiques du Quaternaire.

## Activités

### Randonnée
Le chemin Stockalper longe les gorges de Gondo jusqu'à Gabi.